# Uwe Ampler
Uwe Ampler  (* 11. říjen 1964, Zerbst) je bývalý východoněmecký (později německý) cyklistický závodník, olympijský vítěz z časovky družstev na letních olympijských hrách v Soulu 1988 a čtyřnásobný vítěz Závodu míru (1987, 1988, 1989 a 1998). Na Závodě míru byl také třikrát nejlepším vrchařem a vyhrál devět etap. V roce 1986 se stal amatérským mistrem světa a v roce 1987 mistrem NDR v závodě s hromadným startem. V 90. letech jezdil jako profesionální závodník za stáje Team Telekom a Mróz Active Jet. Na Vuelta a España v roce 1990 skončil celkově devátý a byl nejlepším nováčkem. Na Giro d'Italia obsadil v roce 1992 jedenácté místo. V roce 1992 vyhrál závod Grosser Preis des Kantons Aargau. V roce 1999 byl pozitivně testován na doping a potrestán šestiměsíčním zákazem činnosti. V roce 2000 ukončil kariéru. Jeho otec Klaus Ampler byl rovněž výborný cyklista.